# IC 4871
IC 4871 = IC 4872 ist eine Balken-Spiralgalaxie vom Hubble-Typ SAB(s)d? im Sternbild Pfau am Südsternhimmel, die schätzungsweise 83 Mio. Lichtjahre von der Milchstraße entfernt ist.
Das Objekt wurde im August 1901 von DeLisle Stewart entdeckt.